# Liste der Kulturdenkmäler in Hardert
In der Liste der Kulturdenkmäler in Hardert sind alle Kulturdenkmäler der rheinland-pfälzischen Ortsgemeinde Hardert aufgeführt. Grundlage ist die Denkmalliste des Landes Rheinland-Pfalz (Stand: 9. Februar 2023).

## Einzeldenkmäler
| Bezeichnung | Lage                  | Baujahr         | Beschreibung                                          | Bild            |
| ----------- | --------------------- | --------------- | ----------------------------------------------------- | --------------- |
| Wohnhaus    | Bismarckstraße 3 Lage | 18. Jahrhundert | Fachwerkhaus, teilweise massiv, 18. Jahrhundert       | Fotos hochladen |
| Wohnhaus    | Mittelstraße 29 Lage  | 18. Jahrhundert | Fachwerkhaus, teilweise verschiefert, 18. Jahrhundert | Fotos hochladen |